# Орлов, Николай Алексеевич (инженер)
Николай Алексеевич Орло́в — советский самолётостроитель, профессор, лауреат Сталинской премии.

## Биография
Окончил МАИ имени С. Орджоникидзе.
В 1930—1940-х годах инженер, заместитель главного инженера завода № 39 НКАП (С. В. Ильюшина). Занимался вопросами проектирования и строительства авиационных заводов.
По совместительству с октября 1932 года доцент МАИ имени С. Орджоникидзе, (1932 — 1936) и с 1942 года читал курсы лекций «Техническое нормирование» и «Производство самолетов», с 1937 по 1940 год руководил курсовым и дипломным проектированием. Один из организаторов кафедры производства самолетов.
В послевоенное время — главный инженер Гипроавиапрома (Гос. ин-т по проектированию заводов авиац. пром-сти), профессор МАИ (кафедра 104: Технологическое проектирование и управление качеством).

## Награды и премии
- Сталинская премия третьей степени (1951) — за создание и внедрение нового оборудования в области механизации самолётостроения